# Tonnoy
Tonnoy é uma comuna francesa na região administrativa de Grande Leste, no departamento de Meurthe-et-Moselle. Estende-se por uma área de 12,35 km². Em 2010 a comuna tinha 711 habitantes (densidade: 57,6 hab./km²).